# Felsőzáros
Felsőzáros (1899-ig Zárjecs, szlovákul Záriečie) község Szlovákiában, a Trencséni kerületben, a Puhói járásban.

## Fekvése
Puhótól 10 km-re északnyugatra.

## Története
A települést 1475-ben „Zaryecze” alakban említik először. 1504-ben „Zaryczy”, 1512-ben „Zaryacze”, 1598-ban „Zareche” alakban szerepel az írott forrásokban. Lednic várának uradalmához tartozott. 1598-ban 21 ház állt a településen. 1720-ban 3 malma és 20 adózó háztartása volt. 1784-ben 116 házában 130 családban 704 lakos élt.
A 18. század végén Vályi András így ír róla: „ZARJECZ. Három tót falu Trentsén Várm. földes Uraik több Uraságok, lakosaik katolikusok, és evangelikusok, fekszenek Drietomához, Lukihoz, és Dluhepoléhoz nem meszsze, Trentsénhez 3/4 mértföldnyire; határbéli földgyeik közép termékenységűek, lakosaik jó késeket tsinálnak, kallójok is van.”
1828-ban 125 háza volt 826 lakossal. Lakói mezőgazdasággal, állattartással foglalkoztak. Malom, fűrésztelep és kovácsműhely is volt a községben.
Fényes Elek 1851-ben kiadott geográfiai szótárában így ír a faluról: „Zárjecz, Trencsén m. tót falu, Luky mellett: 21 kath., 782 evang., 5 zsidó lak. Evang. anyatemplom; szép erdő; gyümölcsöskertek; sovány határ. Lakosai szorgalmatosak, s köztök sok késcsináló. F. u. többen. Ut. post. Trencsén.”
A trianoni békéig Trencsén vármegye Puhói járásához tartozott.
Lakói a hagyományos foglalkozások mellett, szövéssel, ácsmesterséggel, tímármesterséggel keresték kenyerüket. 1931-től szeszfőzde működött a faluban.

## Népessége
| Év:            | 1994. | 2004.   | 2014.   | 2024.   |
| -------------- | ----- | ------- | ------- | ------- |
| Emberek száma: | 667   | 675     | 706     | 696     |
| Eltérés:       |       | +1,19 % | +4,59 % | -1,41 % |

| Év:            | 2023. | 2024. |
| -------------- | ----- | ----- |
| Emberek száma: | 696   | 696   |
| Eltérés:       |       | +0 %  |

1910-ben 691, túlnyomórészt szlovák lakosa volt.
2001-ben 692 lakosából 683 szlovák volt.
2011-ben 691 lakosából 660 szlovák volt.

## Nevezetességei
- Evangélikus temploma 1786-ban épült a korábbi fatemplom helyén. 1859-ben átépítették és tornyot is építettek hozzá.
- Haranglába a 18. század közepén épült, késő barokk stílusban.

## Külső hivatkozások
- Községinfó
- Felsőzáros Szlovákia térképén
- E-obce.sk